# Парнелл, Томас
Томас Парнелл (англ. Thomas Parnell; 11 сентября 1679, Дублин — 24 октября 1718, Честер) — англо-ирландский поэт, эссеист и англиканский священнослужитель.

## Биография
Родился в семье преуспевающего землевладельца, сторонника Кромвеля во время Английской гражданской войны, который после восстановления монархии, переехал в Ирландию .
Томас получил образование в Тринити-колледже в Дублине, по окончании которого в 1700 году стал магистром искусств и получил должность дьякона. Три года спустя Т. Парнелл был рукоположен, получил сан священника и женился на Энн Минчин, от которой имел двух сыновей, умерших молодыми, и дочь. В 1705 году — архидиакон епархии Клогер (Церковь Ирландии).
В конце правления королевы Великобритании Анны Т. Парнелл был назначен министром. Парнелл был тщеславным и амбициозным человеком, постоянно выступал на людях как проповедник, был хорошим оратором. Но смерть королевы положила конец его успехам. Несвоевременная смерть сыновей, и смерть молодой жены в 1712 году сильно подействовали на Парнелла, он стал часто прикладываться к бутылке, стал несколько несдержан в своих мнениях.
В 1716 году служит священником в епархии Дублина, которая принесла ему хороший доход, но длилось это недолго. В июле 1717 года, на 38 году жизни Парнелл впал в состояние хронической меланхолии, от которой и скончался в Честере по пути в Ирландию.
Т. Парнелл был другом Джонатана Свифта и Александра Поупа, помогая последнему при переводе «Илиады» Гомера на английский язык, для его перевода «Илиады» Парнелл написал вступительный очерк «О жизни Гомера»..
Т. Парнелл — автор многих стихотворений, в которых проявился его прекрасный стиль и мастерство описаний. Наиболее важными из них являются «Отшельник», «Ночной Мир», «Твоя прелесть редка», «Я жил в кругу чудесных дней» и «Гимн Довольству». Поэзия Парнелла, написанная героическими куплетами, была высоко оценена А. Поупом за её лирику и стилистическую непринужденность.
При жизни Парнелла была опубликована лишь часть его произведений, включая ироикомическую поэму «Гомеровская битва мышей и лягушек с комментариями Зоила» (1717), а посмертный сборник «Стихи по разным случаям» (1721) был издан стараниями Поупа. Сборник этот включает «Ночной отрывок о смерти» и «Гимн Довольству» — 2 самых значительных стихотворения Парнелла.
Парнелл считался учёным человеком и имел определённый вес в обществе интеллектуалов. Принимал участие в деятельности Клуба Мартина Писаки, костяк которого составляли Джонатан Свифт, Александр Поуп, Джон Арбетнот, Томас Парнелл, Джон Гей (секретарь) и виконт Болингброк.
После смерти Парнелла А. Поуп собрал его поэзию и опубликовал её в книге под названием «Poems on Several Occasions» (1722). Сборник была переиздан в 1770 году с дополнениями стихами и описанием жизни Парнелла.

## Избранные работы
- «Эссе о разных стилях поэзии» (1713)
- «Гомеровская битва мышей и лягушек с комментариями Зоила» (1717)